# Santa's Little Helper
Santa's Little Helper, voorheen bekend als Santos L. Halper (stem gedaan door afwisselend Frank Welker en Dan Castellaneta) is een fictieve windhond uit de animatieserie The Simpsons. Hij is het huisdier van de familie Simpson, en een ex-renhond.

## Geschiedenis
Santa’s Little Helper verscheen voor het eerst in de aflevering Simpsons Roasting on an Open Fire, waarin Homer op hem wedde bij een hondenrace in de hoop geld te winnen voor kerstcadeaus voor zijn familie. Santa’s Little Helper eindigde echter laatste en Homer verloor zijn laatste geld. Kort hierop waren hij en Bart getuige van hoe Santa's Little Helper door zijn eigenaar werd achtergelaten vanwege zijn zoveelste nederlaag. Homer nam de hond toen mee naar huis als cadeau voor zijn gezin.
Op een paar uitzonderingen na maakt Santa's Little Helper geen geluid dat op blaffen lijkt. Hij heeft wel het vermogen om te denken als een mens. Hij was ooit de mascotte van Duff Beer, waarbij hij bekendstond als Suds McDuff.
Hij stierf eenmaal bijna aan een verdraaiing van zijn maag maar werd via een dure operatie gered. Ook brak hij een keer zijn twee achterpoten toen Barts boomhut werd gesloopt door Mr. Burns. In een aflevering noemde iemand hem Satan's Little Helper.

## Nakomelingen
Samen met een vrouwelijke hond genaamd "She's The Fastest" kreeg Santa’s Little Helper in de aflevering Two Dozen and One Greyhounds 25 puppy's. Later kreeg hij met Dr. Hibberts poedel Rosa Barks (woordspeling op Rosa Parks) nog een nest in Today I Am A Klown, maar hoeveel precies is niet bekend.
Zijn puppy's met She's the Fastest heten: Rover, Fido, Rex, Spot, Rover II, Fido II, Rex II, Cleo, Dave, Jay, Paul, Branford, Dave II, Jay II, Paul II, Branford II, Sleepy, Dopey, Grumpy, Donner, Blitzen, Grumpy II, King, Queenie en Prince.
Homer Simpson · Marge Simpson · Bart Simpson · Lisa Simpson · Maggie Simpson · Abraham Simpson · Patty en Selma Bouvier · Jacqueline Bouvier · Mona Simpson · Santa's Little Helper · Snowball II · Familie Bouvier
Jasper Beardley · Comic Book Guy · Eddie en Lou · Maude Flanders · Ned Flanders · Professor Frink · Barney Gumble · Julius Hibbert · Lionel Hutz · Eerwaarde Lovejoy · Kapitein Horatio McCallister · Hans Moleman · Bleeding Gums Murphy · Apu Nahasapeemapetilon · Mayor Joe Quimby · Dr. Nick Riviera · Agnes Skinner · Cletus Spuckler · Squeaky Voiced Teen · Disco Stu · Moe Szyslak · Kirk Van Houten · Luann Van Houten · Chief Clancy Wiggum
Gary Chalmers · Rod en Todd Flanders · Jimbo Jones · Kearney · Edna Krabappel · Otto Mann · Nelson Muntz · Martin Prince · Seymour Skinner · Milhouse Van Houten · Ralph Wiggum · Groundskeeper Willie · andere studenten
Montgomery Burns · Carl Carlson · Lenny Leonard · Waylon Smithers
Itchy en Scratchy · Kent Brockman · Krusty de Clown · Troy McClure · Rainier Wolfcastle · Radioactive Man
Snake · Kang & Kodos · Sideshow Bob · Fat Tony
Treehouse of Horror
Bart vs. the World · Bart Simpson's Escape from Camp Deadly · The Simpsons Arcadespel · Bart vs. the Space Mutants · Bart's House of Weirdness ·Bart vs. The Juggernauts · Krusty's Fun House · Bartman Meets Radioactive Man · Bart's Nightmare · The Itchy and Scratchy Game · Virtual Bart · Bart and the Beanstalk · Itchy & Scratchy in Miniature Golf Madness · Cartoon Studio · Virtual Springfield · Night of the Living Treehouse of Horror · Bowling · Wrestling · Road Rage · Skateboarding · Hit & Run · The Simpsons Game · The Simpsons: Tapped Out
The Simpsons · The Simpsons Pinball Party
Strips: Simpsons Comics · Bart Simpson serie · Itchy & Scratchy Comics · Bart Simpson's Treehouse of Horror · Futurama/Simpsons Infinitely Secret Crossover Crisis
Tijdschrift: Simpsons Illustrated
Boeken: Bart Simpson's Guide to Life · Family Album · Library of Wisdom · Complete Guides · Planet Simpson · The Simpsons and Philosophy
Actiefiguurtjes: World of Springfield
The Simpsons Movie
Bankgrap ·
Canyonero · 
D'oh! · 
Duff Beer · 
Schoolbordgrap · 